# ゲオルク・ヴィルヘルム (ブラウンシュヴァイク＝リューネブルク公)
ゲオルク・ヴィルヘルム（ドイツ語：Georg Wilhelm, 1624年1月26日 - 1705年8月28日）は、ブラウンシュヴァイク＝リューネブルク公の1人で、カレンベルク侯（在位：1648年 - 1665年）、後にリューネブルク侯（在位：1665年 - 1705年）、ザクセン＝ラウエンブルク公（在位：1689年 - 1705年）。
カレンベルク侯ゲオルクと妃アンナ・エレオノーレ・フォン・ヘッセン＝ダルムシュタットの次男。クリスティアン・ルートヴィヒの弟、ヨハン・フリードリヒ、デンマーク・ノルウェー王フレデリク3世妃ゾフィー・アマーリエ、エルンスト・アウグストの兄。イギリス王兼ハノーファー選帝侯ジョージ1世妃ゾフィー・ドロテアの父。

## 生涯
1648年に兄でカレンベルク侯のクリスティアン・ルートヴィヒが伯父フリードリヒ4世からリューネブルク侯領を相続すると、ゲオルク・ヴィルヘルムにカレンベルク侯領を譲った。兄が1665年に死ぬとゲオルク・ヴィルヘルムはリューネブルク侯領を引き継ぎ、カレンベルク侯領はすぐ下の弟ヨハン・フリードリヒに譲渡した。しかしヴェネツィアで遊興に入り浸りで、ゾフィー・フォン・デア・プファルツと婚約しておきながら破棄して1658年に末弟エルンスト・アウグストにゾフィーを押し付ける形で結婚させると、ヴェネツィアで勝手気ままな生活を送り続けた。その際、生涯独身と領土を死後エルンスト・アウグストへ相続させることを協定で誓っている。
カレンベルク侯領を統治していた時期の1660年、カレンベルク通りの北側に新家屋を42軒建てることを御用商人ヨハン・ドゥーフェに依頼、1662年から1664年にかけて建設が進み、カレンベルク通りとその北にあるベッカー通りの間に並ぶ3本の通りでそれぞれ家屋が建てられた。またイタリア人のステキネッリ男爵を重用して1664年にハノーファー西部のバルホーフという建物を下賜、後にバルホーフで演劇、仮面舞踏会、動物展示など芸術イベントが興行されるようになった。1678年にもステキネッリ男爵へ家領全域における郵便事業の権利を与えている。
ゲオルク・ヴィルヘルムは長く独身であったが、オランダでフランス人の愛妾エレオノール・ドルブリューズと1665年に貴賤結婚、翌1666年に娘ゾフィー・ドロテアが産まれると、仏蘭戦争でフランス王ルイ14世と係争中だった神聖ローマ皇帝レオポルト1世に味方して支持を取り付けた。これにより1676年にヴィルヘルムスブルク伯爵に叙爵されたエレオノールとゾフィー・ドロテアを正式な妻子として認知、正式にエレオノールと結婚した為、親族達から協定を破ったことで猛抗議を受けた。彼が独身を通す事で、リューネブルク侯家の領土の拡散を防ぐ予定だったからである。しかし、1682年にゾフィー・ドロテアがエルンスト・アウグストとゾフィー夫妻の息子ゲオルク・ルートヴィヒ（後のイギリス王ジョージ1世）と結婚した事で、領土拡散の恐れは解消された。
リューネブルク侯領を統治していた時期はツェレでフランスとイタリア音楽の導入・発展とツェレ城の改築に熱中、1666年にフランス宮廷楽団を組織、ツェレ城はバロック建築に改めて内部をイタリア芸術で飾り、フランス音楽愛好家だったエレオノールの要望で1675年に城内でオペラ劇場を作った（現在も使用されるオペラ劇場の中では最古）。1700年にリューネブルクへ留学していたヨハン・ゼバスティアン・バッハとゲオルク・ヴィルヘルムの直接の繋がりは無いが、バッハはツェレ城もしくはリューネブルクでゲオルク・ヴィルヘルムの宮廷楽団の演奏に触れてフランス音楽に親しんだといわれる。
1689年にザクセン＝ラウエンブルク公ユリウス・フランツが男子継承者がないまま亡くなると、軍勢を派遣して領土を占領した。1693年に甥に当たるデンマーク・ノルウェー王クリスチャン5世とハンブルクで和議を結び、ザクセン＝ラウエンブルク公領の領有を認められた。
1705年、ゲオルク・ヴィルヘルムが81歳で死去した後、リューネブルク侯領とザクセン＝ラウエンブルク公領は甥のゲオルク・ルートヴィヒが相続した。1679年にヨハン・フリードリヒが死去した事もあり、リューネブルク侯家の領土はゲオルク・ルートヴィヒに一括相続され、ハノーファー選帝侯領の一部となった。血統もゾフィー・ドロテアが生んだ孫ゲオルク・アウグスト（後のジョージ2世）を通してハノーヴァー朝に受け継がれて行った。

## 関連図書
- Wilhelm Sauer (1878). "Georg Wilhelm, Herzog von Braunschweig-Lüneburg". Allgemeine Deutsche Biographie (ドイツ語). Vol. 8. Leipzig: Duncker & Humblot. pp. 634–635.